# Axonopus argentinus
Axonopus argentinus är en gräsart som beskrevs av Parodi. Axonopus argentinus ingår i släktet Axonopus och familjen gräs. Inga underarter finns listade i Catalogue of Life.